# Easton, Gibb & Son
Easton, Gibb & Son est une entreprise écossaise d'ingénierie, spécialisée dans les projets de travaux publics.
En 1900, Alexander Gibb est devenu président et directeur général de l'entreprise, succédant à son père. Sous sa présidence, Easton, Gibb & Son a été responsable de la construction du chantier naval de Rosyth, construction qui a démarré avant le déclenchement de la Première Guerre mondiale.